# لياندرو كاميلو دي ألميدا
لياندرو كاميلو دي ألميدا هو لاعب كرة قدم برازيلي في مركز الدفاع، ولد في 9 فبراير 1986 في ماتو غروسو في البرازيل. لعب مع نادي برازيليا ونادي بوا إيسبورت ونادي ساو بيرناردو.

## وصلات خارجية
- لياندرو كاميلو دي ألميدا على موقع قاعدة بيانات كرة القدم.إي يو (الإنجليزية)
- لياندرو كاميلو دي ألميدا على موقع Soccerway.com (الإنجليزية)